# Dimitris Papadopoulos
Dimitris Papadopoulos (grekiska: Δημήτρης Παπαδόπουλος), född 20 oktober 1981 i Tasjkent, Uzbekistan, är en grekisk före detta fotbollsspelare.

## Klubbkarriär

### Akratitos
Papadopoulos startade sin karriär i Akratitos där han gjorde debut 1999, då han hjälpte upp laget till Superligan för första gången i klubbens historia.

### Burnley
2001 flyttade han från Grekland till engelska Burnley för 500,000 pund. Där stannade han i två år och spelade totalt 43 matcher och gjorde 8 mål. 2002 gjorde han debut i Greklands landslag.

### Panathinaikos
I juli 2003 flyttade han till Panathinaikos. Under sin första säsong blev han lagets bästa målskytt med 17 mål på 26 matcher, då Panathinaikos vann dubbeln. Det var Panathinaikos första ligaseger på nästan 10 år när de äntligen lyckades bryta Olympiakos dominans.
Han blev senare framröstad som årets spelare i Grekland och dessutom uttagen till Greklands trupp till EM 2004, som Grekland dessutom lyckades vinna. Han spelade i matchen mot Ryssland och var delaktig i det mål som säkrade avancemang från gruppen. Han var även med i truppen som skulle spela i OS i Aten 2004.
Papadopoulos blev sedan en viktig del i Panathinaikos offensiv och förlängde sitt kontrakt med tre år 2006 och hans insatser gjorde även så att anfallskollegan Michalis Konstantinou fick lämna klubben.

### Lecce
13 november 2008 meddelades det att Papadopoulos hade skrivit på för Lecce. Han kom till Lecce gratis och gjorde debut för klubben 18 januari 2009 i hemmamatchen mot Genoa, då han kom in som avbytare för Gianni Munari. Han gjorde sitt första och enda mål mot Roma 19 april 2009.

### Dinamo Zagreb
26 juni 2009 signerade han ett treårskontrakt med Dinamo Zagreb värt runt två miljoner euro. Där gjorde han bara 14 matcher och 2 mål i ligan.

### Celta Vigo
22 januari 2010 skrev Papadopoulos på för Celta Vigo.

## Landslaget
Papadopoulos gjorde sin landslagsdebut mot Irland 20 november 2002. Han spelade i Greklands lag som gjorde succé när de vann EM 2004. Hans assist till Zisis Vryzas i matchen mot Ryssland gjorde att Grekland gick vidare från gruppen. Han blev även uttagen till truppen i Confederations Cup 2005 i Tyskland.

## Meriter
Panathinaikos
- Grekiska Superligan: 2004
- Grekiska cupen: 2004

Dinamo Zagreb
- Kroatiska ligan: 2010

Grekland
- EM Guld: 2004

Individuellt
- Årets spelare i Grekland: 2004